# Episodi di Cruel Summer (prima stagione)
La prima stagione della serie televisiva Cruel Summer è stata trasmessa su Freeform dal 20 aprile al 15 giugno 2021.
In Italia la serie è uscita su Prime Video a partire dal 6 agosto 2021.
| nº | Titolo originale                | Titolo italiano                                           | Prima TV USA   | Uscita in Italia |
| -- | ------------------------------- | --------------------------------------------------------- | -------------- | ---------------- |
| 1  | Happy Birthday, Jeanette Turner | Buon compleanno Jeanette Turner                           | 20 aprile 2021 | 6 agosto 2021    |
| 2  | A Smashing Good Time            | Un periodo fantastico                                     | 20 aprile 2021 | 6 agosto 2021    |
| 3  | Off with a Bang                 | Partenza col botto                                        | 27 aprile 2021 | 6 agosto 2021    |
| 4  | You Don't Hunt, You Don't Eat   | Non si caccia, non si mangia (Questa parte finirà presto) | 4 maggio 2021  | 6 agosto 2021    |
| 5  | As the Carny Gods Intended      | Come previsto dagli Dei Delle Giostre                     | 11 maggio 2021 | 6 agosto 2021    |
| 6  | An Ocean Inside Me              | Un oceano dentro di me                                    | 18 maggio 2021 | 6 agosto 2021    |
| 7  | Happy Birthday, Kate Wallis     | Buon compleanno Kate Wallis                               | 25 maggio 2021 | 6 agosto 2021    |
| 8  | Proof                           | Prova                                                     | 1º giugno 2021 | 6 agosto 2021    |
| 9  | A Secret of My Own              | Un segreto tutto mio                                      | 8 giugno 2021  | 6 agosto 2021    |
| 10 | Hostile Witness                 | Testimone ostile                                          | 15 giugno 2021 | 6 agosto 2021    |

## Buon compleanno Jeanette Turner
- Titolo originale: Happy Birthday, Jeanette Turner
- Diretto da: Max Winkler
- Scritto da: Bert V. Royal

### Trama
L'episodio è ambientato il 21 giugno, giorno del compleanno di Jeannette Turner.
1993: Jeanette si dirige al centro commerciale con i suoi amici Mallory e Vince, imbattendosi nella popolare Kate Wallis e il suo ragazzo, Jamie Henson. Mentre gioca a nascondino in una casa che suo padre ha venduto di recente, Jeanette incontra Martin Harris, nuovo vice preside della sua scuola.
1994: Kate è scomparsa da un anno, mentre Jeanette è diventata una ragazza popolare, si è messa con Jamie, e festeggia il compleanno con quelli che erano gli amici di Kate. Mallory, arrabbiata per essere stata messa in secondo piano dall'ex amica, l'accusa di aver rubato la vita di Kate, ma Jeanette nega tutto. Successivamente viene annunciato che Kate è stata ritrovata viva; Jeanette raggiunge Jaime, il quale l'aggredisce chiedendole cos'abbia fatto a Kate.
1995: Jeanette è ormai disprezzata a livello nazionale, e trascorre il suo compleanno incontrando degli avvocati e litigando con suo padre e la nuova fidanzata di quest'ultimo, Angela. Jeanette guarda le repliche di varie notizie; si scopre che Kate è stata rapita da Martin Harris, ucciso successivamente in una sparatoria con la polizia, e che la ragazza ha affermato che Jeanette ha assistito al suo rapimento senza denunciare nulla.

## Un periodo fantastico
- Titolo originale: A Smashing Good Time
- Diretto da: Bill Viola
- Scritto da: Bert V. Royal

### Trama
L'episodio è ambientato il 26 giugno, giorno dell'annuale festa in giardino della famiglia Wallis.
1993: Jeanette, Mallory e Vince incontrano Ben, miglior amico di Jamie, il quale offre loro consigli a proposito di uno scherzo che il trio sta pianificando. Kate crede che Rod, il suo patrigno, stia tradendo sua madre Joy. Lo dice a quest'ultima e cerca di trovare delle prove, ma poi scopre che l'uomo sta solo pianificando una crociera a sorpresa. Kate si scusa con Joy, la quale la rimprovera aspramente. Abbattuta, la ragazza lascia la festa e si ubriaca. Viene riportata a casa da Scott, giardiniere di famiglia, e si rende conto che lui e Joy hanno una relazione; Kate scappa via sconvolta e si imbatte in Martin Harris.
1994: Jamie (riconciliatosi con Kate) e Rod sono preoccupati per Kate, che si rifiuta di parlare con la polizia o andare in terapia. Jamie si incontra con Jeanette su richiesta di quest'ultima e lei giura di non aver fatto niente; dopodiché, i due si baciano osservati di nascosto da Kate. La ragazza, furiosa, va dalla polizia e consegna loro la collana di Jeanette come prova della sua accusa contro di lei.
1995: Kate è diventata sarcastica e ostile verso le persone che la circondano. In una chat room online di vittime di rapimenti, la ragazza confessa a un'amica anonima di non aver detto tutta la verità. Scopre con rabbia che Jeanette le ha fatto causa per diffamazione, mentre Joy e Rod si mettono in contatto con i loro avvocati.

## Partenza col botto
- Titolo originale: Off with a Bang
- Diretto da: Kellie Cyrus
- Scritto da: Bert V. Royal

### Trama
L'episodio è ambientato il 4 luglio, giorno dell'Indipendenza.
1993: Mallory si arrabbia quando Jeanette butta via la scorta di erba di sua madre. Cindy, la madre di Jeanette, le suggerisce di allontanarsi, ricordando la sua precedente popolarità al liceo, ma la ragazza invece si intrufola in casa di Martin Harris per rubare un annuario come regalo di scuse per l'amica. Successivamente, Jeanette si guarda allo specchio mentre prova una canna che ha tenuto segretamente.
1994: Greg e Derek, rispettivamente padre e fratello di Jeanette, affrontano furiosi Jamie per aver aggredito la ragazza. Quest'ultima viene interrogata dalla polizia e resta scioccata quando le mostrano la sua collana. Cindy inizia a dubitare della figlia; nel frattempo, Vince si frequenta segretamente con Ben. Jamie chiede a Jeanette di mantenere il loro bacio segreto e le chiede come facesse a sapere prima di tutti gli altri della scomparsa di Kate.
1995: Kate affronta con rabbia Jeanette, ma lei si allontana. Jeanette ignora le chiamate di Cindy e si esercita ad apparire simpatica guardando dei programmi televisivi. Vince chiama Ben, preoccupato di dover parlare con gli avvocati di Jeanette, ma Ben gli intima di smetterla di chiamarlo. Durante i fuochi d'artificio, Jeanette irrompe nella casa di Martin e ci trova Vince, ammettendo di essere stata lì molte volte. Successivamente il ragazzo mente agli avvocati di Jeanette, dicendo di non essere a conoscenza se lei sia mai tornata a casa di Martin.

## Non si caccia, non si mangia (Questa parte finirà presto)
- Titolo originale: You Don't Hunt, You Don't Eat
- Diretto da: Laura Nisbet-Peters
- Scritto da: Imogen Binnie

### Trama
L'episodio è ambientato il 15 luglio, giorno della battuta di caccia annuale organizzata dai Wallis.
1993: Kate tenta di avvicinarsi alla sorellastra Ash mentre la famiglia si prepara alla battuta di caccia annuale con Jamie, Derek, Ben e Martin Harris. Kate cerca di confidarsi con Ash riguardo alla relazione clandestina di Joy, ma la ragazza l'allontana. Cercando compagnia, Kate da' buca a un appuntamento con Jamie per guardare le stelle con Martin.
1994: Kate va in terapia, dove incontra Mallory e lega con lei in quanto sono accomunate dall'odio per Jeanette. La polizia riferisce a Kate e Joy che non ci sono prove concrete contro Jeanette; Ash prova ad avvicinarsi a Kate, ma stavolta è quest'ultima a respingerla, accusandola di averla portata a confidarsi con Martin. Dopo che Derek ha fatto una battuta sul fatto che Ash dovrebbe assumere un alter ego per riuscire a parlare con Kate, Ash si unisce alla chat room delle vittime di rapimento sotto uno pseudonimo così da avvicinarsi alla sorellastra.
1995: Kate e la sua famiglia si incontrano con i loro avvocati, i quali ricordano che le varie versioni della storia devono essere coerenti. Joy va nel panico quando trova un biglietto con sopra scritto "bugiarda" sulla loro porta e organizza come consueto la battuta di caccia annuale per assicurarsi che i loro amici sostengano Kate. Joy accusa Mallory di aver lasciato il messaggio, facendo arrabbiare Kate. Al fuoco serale, Kate racconta una storia di fantasmi basata sul suo rapimento, usando un personaggio di nome "Annabelle" e incolpando velatamente gli adulti di averla portata da Martin. Successivamente, rincasata, Kate ascolta i nastri delle sue sessioni di terapia per cogliere eventuali incongruenze; in uno di essi parla dell'incontro con una certa "Annabelle" poco prima della fine del suo rapimento, ma non riesce a ricordare chi sia.

## Come previsto dagli Dei Delle Giostre
- Titolo originale: As the Carny Gods Intended
- Diretto da: Daniel Willis
- Scritto da: Tia Napolitano

### Trama
L'episodio è ambientato il 29 luglio, giorno della fiera della contea di Skylin.
1993: Jeanette si dirige alla fiera con Gideon, un ragazzo proveniente da fuori città, ma si separa da lui dopo che la gente li prende in giro, venendo poi rimproverata da Martin. Nel frattempo, Kate e il vicepreside continuano ad approfondire il loro rapporto; l'uomo le ruba di nascosto l'elastico per capelli e Jeanette, dopo essersene accorta, lo prende offrendosi di restituirlo alla ragazza. Kate inizia ad innamorarsi di Martin.
1994: Kate affronta Jaimie riguardo al suo bacio con Jeanette, ma lui nega tutto, cercando di ingannarla dicendole che potrebbe avere la mente confusa a causa di un disturbo da stress post-traumatico, portando la ragazza a rompere con lui. Jeanette e Derek partecipano alla fiera nella speranza di parlare con Kate, mentre Cindy inizia a cadere nell'alcolismo. Greg incontra la barista Angela in un negozio. Jeanette cerca di seguire senza successo Kate e Mallory in un labirinto di specchi e Derek le suggerisce di tornare a essere la sua vecchia se stessa, ma lei replica di non potere.
1995: Greg dice a Jeanette di aver perso tutto nel difenderla. Kate e Mallory vanno alla fiera sperando di incontrare Jeanette, ma invece trovano Jamie che ammette a Kate di averle mentito l'anno prima e si scusa. Angela porta Jeanette al suo bar per farla cantare al karaoke e consolarla, mentre Mallory conduce Kate al cimitero, dove profanano la tomba di Martin.

## Un oceano dentro di me
- Titolo originale: An Ocean Inside Me
- Diretto da: Kellie Cyrus
- Scritto da: Brian Otaño

### Trama
L'episodio è ambientato il 15 agosto.
1993: Jeanette, Mallory e Vince commettono dei furti in alcuni negozi. Per difendere Vince, Jeanette viene presa in custodia dalle guardie del centro commerciale, dove inizia a legare con Jamie. Successivamente, Jeanette si introduce nella casa di Martin, nascondendosi in un armadio quando l'uomo fa ritorno accompagnato dalla madre di Tenille, Tanya, la quale tenta di sedurlo confidandosi con lui e raccontandogli che riceve gli alimenti dall'ex marito perché gli ha nascosto di non essere il vero padre di sua figlia. Tanya scopre Jeanette nascosta, ma le permette di andarsene senza dire nulla a Martin in cambio del suo silenzio.
1994: Greg e Cindy litigano, mentre Derek si prepara ad andare al college. Cindy trova nella stanza di Jeanette quella che ritiene essere la chiave della casa di Martin e ne parla con il marito e il figlio, che sminuiscono le sue preoccupazioni. Cindy decide così di andare a stabilirsi da sua sorella. In seguito, Jeanette sorprende Vince e Ben mentre quasi si baciano e Tanya rilascia un'intervista in cui racconta che era stato Martin a tentare di sedurre lei. Nelle scene conclusive si scopre che separatamente Cindy e Greg sono stati a casa di Martin scoprendo che la chiave di Jeanette era effettivamente quella di ingresso. 
1995: Denise, l'avvocato di Jeanette, avverte la ragazza che Tanya farà una deposizione e Jeanette ricatta quest'ultima con i segreti che aveva confidato a Martin per portarla a non testimoniare contro di lei. Cindy va a parlare con Angela per sapere come sta la figlia.

## Buon compleanno Kate Wallis
- Titolo originale: Happy Birthday, Kate Wallis
- Diretto da: Alexis Ostrander
- Scritto da: Savannah Ward

### Trama
L'episodio è ambientato il 29 agosto, giorno del compleanno di Kate Wallis.
1993: Jamie consegna a Kate un anello di fidanzamento e la ragazza reagisce con disagio. I due si ubriacano al centro commerciale e poi accettano un passaggio da Martin. Kate giunge in ritardo a una cena organizzata da Joy e scopre che è già finita senza di lei; stanca delle bugie, rivela la relazione clandestina della madre a Rod davanti a Joy. Quest'ultima nega, poi schiaffeggia Kate. In seguito a ciò, la ragazza fa le valigie e scappa a casa di Martin.
1994: Kate non riesce a mangiare e a dormire. Dopo aver invitato Mallory ed essersi confidata con lei, si sballano insieme ad Ash. Intanto, Joy fa pressioni alla figlia per convincerla a partecipare ad un talk show. Kate accetta dopo che una ragazza afferma che Martin aveva provato a rapire anche lei.
1995: Kate continua a riascoltare i nastri della sua terapia, finché Mallory non la porta a festeggiare sulla pista di pattinaggio. Rincasata, Mallory scopre che era Joy ad aver lasciato la lettera sulla porta d'ingresso della sua famiglia. Kate si confronta con la madre, la quale ammette di essere arrabbiata con lei per non averla mai perdonata. Derek scopre che è Ash a messaggiarsi in anonimato con Kate nella chat room e stampa una copia dei messaggi da portare a Jeanette, che scopre che Kate era andata originariamente da Martin di sua volontà.

## Prova
- Titolo originale: Proof
- Diretto da: Daniel Willis
- Scritto da: Addison McQuigg

### Trama
L'episodio è ambientato il 30 agosto, primo giorno di scuola.
1993: Jeanette e Mallory continuano ad allontanarsi sempre di più. Le due si organizzano con Vince per fare uno scherzo scolastico, con Vince e Jeanette che dovrebbero fare da palo mentre Mallory lo mette in pratica, ma i due abbandonano la loro postazione poiché Vince deve incontrarsi con Ben e Jeanette spia un incontro tra Martin e Joy in cui salta fuori che Kate non è tornata a casa. Mallory finisce nei guai per lo scherzo e rompe l'amicizia con Jeanette. Successivamente, Martin distrugge il video dello scherzo di Mallory in quanto mostra Kate nella finestra di casa sua.
1994: Greg affronta Jeanette riguardo alla chiave della casa di Martin, costringendola a consegnarla alla polizia. Jeanette cerca di allontanarsi da Vince per proteggere la sua relazione segreta con Ben, poi abbandona la scuola. Jaime, ubriaco, viene arrestato per aver causato un incidente nel quale Ben è rimasto ferito gravemente al braccio.
1995: Jeanette presenta a Denise la sua nuova prova, ma subito dopo incorre nella rabbia di sua madre. Jaime si scusa con Jeanette per averla aggredita; dopo che lui le fa ascoltare un messaggio vocale criptico ricevuto la vigilia di Natale dopo il rapimento di Kate, Jeanette corre da Mallory per chiederle di un certo globo di neve, che però lei finge di non avere.

## Un segreto tutto mio
- Titolo originale: A Secret of My Own
- Diretto da: Alexis Ostrander
- Scritto da: Matt Antonelli

### Trama
L'episodio è ambientato in autunno.
1993: Martin ospita Kate a casa sua. Quando la ragazza viene dichiarata scomparsa, l'uomo prova a convincerla ad andarsene, ma i due continuano a rimandare. Dopo 21 giorni, hanno iniziato una relazione sentimentale in virtù dell'accordo che Kate non debba uscire dalla casa. Alla vigilia di Natale Kate è caduta in uno stato depressivo a causa della nostalgia per il mondo esterno. Quella notte, Jeanette si introduce in casa di Martin e ruba un globo di neve, ma fa accidentalmente cadere la sua collana che viene raccolta e conservata da Kate senza che dica nulla a Martin. Una sera Kate esce di nascosto per spiare i suoi genitori, giungendo alla conclusione che siano più felici senza di lei. Dopo che la ragazza prova ad andarsene definitivamente, Martin la rinchiude nel seminterrato per timore di rovinarsi la reputazione.
1994: durante la terapia, Kate ricorda i primi due mesi di prigionia in cui non era reclusa nel seminterrato; il suo terapista la informa che Martin stava stabilendo un contatto emotivo con lei.

## Testimone ostile
- Titolo originale: Hostil Witness
- Diretto da: Alexis Ostrander
- Scritto da: Matt Antonelli

### Trama
L'episodio è ambientato il 3 ottobre, giorno della prima udienza del processo che vede contrapposte Jeanette e Kate.
Jeanette ha chiamato in causa Kate per diffamazione; Kate accusa Jeanette di non averla salvata dal suo rapitore. La prima supera in credibilità la seconda quando vengono rese note le chat di Kate con un'amica online conosciuta su un sito per vittime di rapimento, che si scopre essere Ashley, in cui rivela di essersi nascosta da Martin Harris di sua volontà, almeno per i primi mesi, e di esserne stata realmente innamorata. Durante un incontro privato fra le due, nella casa che fu di Harris, si sciolgono i nodi della faccenda. Jeanette entrò effettivamente in quella casa durante la vigilia di Natale, ma non vide Kate. Quest'ultima, invece, incrociò lo sguardo di un'altra persona, appostata davanti all'abitazione, proprio in quei momenti: Mallory, che Jeanette individua, in base al racconto di Kate, grazie a un particolare sulla bicicletta. Kate ricorda infine l'epilogo del suo rapimento, avvenuto con l'omicidio, per mano sua e non della polizia, di Harris, sparando con una pistola chiamata dal prof. "Annabelle", la stessa con cui suo padre si suicidò quando lui era piccolo. A questo punto, Kate si scusa pubblicamente con Jeanette, la quale, di contro, ritira la denuncia. Dopo un litigio, Kate comprende le ragioni che hanno spinto Mallory a non rivelare di essere stata lei a vederla quasi un anno prima (per non perderla e per non metterla in condizione di ammettere di aver intrecciato una relazione con il suo aguzzino), e, più unite di prima, si lasciano andare a un bacio. L'opinione pubblica rivaluta totalmente Jeanette, che può finalmente godere anche dell'amore di Jamie.
1994: Jeanette si intrufola in casa di Martin Harris per un non specificato motivo, e sente le suppliche di qualcuno provenire dal seminterrato. Sta per aprire la porta, ma quando la persona al di là della parete dice di essere Kate, Jeanette si ferma e decide di far finta di niente, sorridendo beffarda all'idea di non avere rivali.